# Станимир Станев
Станимир Станев е български полицай, главен комисар, заместник главен секретар на МВР от 4 януари 2022 – 30 ноември 2023 г.

## Биография
Роден е на 4 юни 1965 г. в Пловдив. От 26 септември 1992 г. влиза в редиците на МВР като служител в транспортна полиция. През 1996 г. завършва висшето си образование в Техническия университет в Габрово (магистър). След това Международната академия за правоприлагане в Будапеща. От 2009 г. е началник на отдел „Транспортна полиция“ към Главна дирекция „Криминална полиция“. Бил е началник на сектор в „Специализираното полицейско управление“ в София. Началник е на отдел в Главна дирекция “Криминална полиция“. По-късно е финансов контрольор в Областната дирекция на МВР в Пловдив. Последователно работи в Главна дирекция „Oхранителна полиция“, Главна дирекция “Криминална полиция“, ОДМВР – Пловдив. От 2019 г. е финансов контрольор в ОД на МВР-Кърджали. След това е инспектор в сектор „Противодействие на икономическата престъпност“. От 4 декември 2020 г. е заместник-директор на Областната дирекция на МВР в Кърджали. На 8 юни 2021 г. е преназначен на длъжност директор на Главна дирекция „Национална полиция“. От 4 януари 2022 г. е преназначен на поста заместник главен секретар на МВР. В края на септември 2023 г. излиза в отпуск по болест, като на 30 ноември 2023 г. се пенсионира.